# 高松市立二番丁小学校
高松市立二番丁小学校（たかまつしりつ にばんちょうしょうがっこう）は、かつて香川県高松市錦町二丁目にあった市立小学校。108年の歴史を持っていたが、児童数減少によって高松市立四番丁小学校、高松市立日新小学校と統合され、2010年（平成22年）3月31日をもって閉校した。校区は新設の高松市立新番丁小学校へ引き継がれたが、その校舎は当校の跡地に建設されたため小学校としては現在も当地に存在している。

## 概要
高松市中心部の西部に位置する小学校である。閉校後の跡地には高松市立新番丁小学校が新たに開校し、校舎は順次新築されたため、二番丁小学校時代の施設は運動場など一部を除いて現存しない。

## 学校データ
- 児童数：459人（2009年度[1]）
- 児童愛称：

学校施設（2008年5月1日時点）
- 普通教室：20教室
- 特別教室：12教室
- 校舎面積：4920m2
- 体育館面積：1066m2

服装規定
- 制服：あり（通年必用）
- 防寒着：着用可能

## 歴史

### 年表
- 1902年（明治35年）4月1日 - 西浜小学校、糸浜小学校、大浜小学校を統合し、現在地に二番丁小学校が開校。
- 1945年（昭和20年）7月4日 - 米軍による無差別絨毯爆撃「高松空襲」で校舎が全焼。
  - 以降、高松市西浜国民学校で2部授業を行う。
- 1946年（昭和21年）11月15日 - 最初の復興校舎が竣工。
- 1989年（平成元年）6月12日 - プール竣工。
- 2010年（平成22年）2月28日 - 校舎のうち第3棟の解体工事竣工。
- 2010年（平成22年）3月31日 - 閉校。

### 全校児童数の推移
1958年（昭和33年）度には1994人が在籍していたが、以降は中心部におけるドーナツ化現象の進行によって児童数は減少した。
- 1999年度：581人
- 2000年度：543人（-38人）
- 2001年度：521人（-22人）
- 2002年度：504人（-17人）
- 2003年度：522人（+18人）
- 2004年度：517人（-5人）
- 2005年度：507人（-10人）
- 2006年度：476人（-31人）
- 2007年度：452人（-24人）
- 2008年度：447人（-5人）
- 2009年度：459人（+12人）

## 教育目標
- 豊かな心を持ち、よく学び、正しく行うことのできる児童を育成する

児童像
- 考える子
- やさしい子
- 元気な子

## 通学区域
通学区域は高松市中心部の一部。北は瀬戸内海及びJR予讃線まで、西は摺鉢谷川まで、南は香川大学付近まで、東はサンポート、県道173号や大学通り付近までを校区としている。校区内には高松漁港を擁していることから、この地区の北部は高松市内でも特に漁業従事者が多い漁師町としての側面もある。
- 高松市
  - 浜ノ町
  - 昭和町一・二丁目（亀阜小学校区を除く）
  - 幸町（2番地1を除く）
  - 錦町一丁目3番、4番、7番〜23番
  - 錦町二丁目
  - 扇町一丁目1番、16番、19番、21番〜30番
  - 扇町二丁目
  - 扇町三丁目5番〜14番
  - 番町二丁目1番1号、19号〜26号、8番1号、2号、15号〜26号、13番（12号を除く）、14番（8号〜16号を除く）、17番〜19番
  - 番町三丁目7番〜9番、18番〜20番
  - 番町四丁目7番、8番
  - サンポート

## 進学先中学校
- 高松市立紫雲中学校

## 校区内の主な施設
- 瀬戸大橋通り
- JR高松駅・昭和町駅
- 高松港
- サンポート高松
  - 高松シンボルタワー
    - マリタイムプラザ高松
    - サンポートホール高松

  - 全日空ホテルクレメント高松
  - 高松サンポート合同庁舎
    - 四国地方整備局
    - 四国経済産業局
    - 四国厚生支局
    - 香川労働局

  - 高松港旅客ターミナルビル
  - せとシーパレット
- サンクリスタル高松
  - 高松市図書館
  - 菊池寛記念館
  - 高松市歴史資料館
- 香川大学
- 香川県立盲学校
- 弘憲寺
- NHK高松放送局
- 四国旅客鉄道（JR四国）本社

## 交通
- JR予讃線・高徳線高松駅：徒歩12分
- ことでんバス幸町バス停：徒歩5分